# Donald III di Scozia
Domnall III mac Donnchada, soprannominato Domnall Bán (in gaelico scozzese Donald il Bello), in inglese Donald III MacDuncan (1032 circa – Angus, 1099), è stato re di Scozia dal 1093 al 1097. Venne sostituito da Duncan II di Scozia nel 1094, ma lo fece assassinare nello stesso anno e riprese il trono.

## Biografia

### Origini e infanzia travagliata
Era figlio di Duncan I di Scozia e di sua moglie Suthen. Suo fratello maggiore era Maél Coluim, in seguito re di Scozia col nome di Malcolm III.
Nel 1040, dopo la morte in battaglia di Duncan I e la presa del potere da parte di Macbeth, i due fratelli si trovarono in pericolo, e dopo la morte del nonno Crinán e dello zio Maldred in battaglia nel 1045 furono costretti a fuggire in Inghilterra. Poterono rientrare in patria solo nel 1054, e Malcolm poté divenire re solo dopo aver ucciso Macbeth nel 1057 con l'aiuto degli inglesi.

### Usurpazione
Le attività di Donald durante il regno del fratello maggiore non sono registrate. Sembra che non sia stato l'erede prescelto da Malcolm, dato che possedeva una numerosa prole da due matrimoni, mentre Donald una sola figlia femmina. 
Le morti di Malcolm e del figlio Edoardo (uno dei possibili eredi) alla battaglia di Alnwick nel 1093 portarono molta instabilità in Scozia. Queste morti importanti furono seguite molto presto da quelle della regina Margherita e dell'altro figlio Etelredo, e la famiglia reale ne uscì molto indebolita. Giovanni di Fordun segnala che Donald invase il regno dopo la morte di Margherita "alla testa di un esercito numeroso", ed assediò Edimburgo con i figli superstiti di Malcolm e Margherita asserragliati all'interno. Fordun asserisce inoltre che Edgardo Atheling, il padre di Margherita, per salvare i propri nipoti li prese e li portò in Inghilterra. Andrea di Wyntoun invece dice che Edgardo Atheling fece solo diventare re Donald, omettendo di parlare dei suoi altri nipoti; le cronache anglo-sassoni infine  registrano soltanto che Donald fu scelto come re e che Edgardo fu espulso dalla corte, assieme a tutti gli altri inglesi.

### Lotta contro Duncan II
Nel maggio 1094 Duncan, figlio di Malcolm e della sua prima moglie Ingibiorg Finnsdottir, attaccò Donald alla testa di un esercito di Anglo-Normanni e di uomini della Northumbria, aiutato dal fratellastro Edmondo e dal proprio padre acquisito Gospatric, cugino di Donald in quanto figlio di Maldred di Allerdale. Questa invasione riuscì a far salire sul trono Duncan per alcuni mesi, ma una rivolta locale sconfisse i suoi alleati ed egli fu costretto alla fuga.
Duncan venne quindi ucciso il 12 novembre 1094 da Máel Petair, conte di Mearns. Gli Annali dell'Ulster sono dell'opinione che Duncan fosse stato ucciso su ordine di Donald (in maniera errata citato come suo fratello) e del fratello Edmondo, che nel frattempo aveva tradito la sua famiglia ed era passato dalla parte dello zio in cambio del riconoscimento come erede al trono. Donald era infatti già un uomo anziano e senza nessun figlio maschio che potesse succedergli. Guglielmo di Malmesbury afferma che Edmondo "negoziò per la metà del regno", suggerendo che Donald l'avesse elevato a co-regnante (cosa tuttavia molto dubbia).

### Caduta e morte
Infine, nel 1097, Edgardo Atheling invase la Scozia con un nuovo esercito e sconfisse Donald ed Edmondo, catturandoli. Mentre Edmondo venne esiliato e rinchiuso in un monastero, Donald fu accecato e a sua volta confinato in un'abbazia da suo nipote Edgar, nuovo capo della casa di Dunkeld.
Il luogo in cui Donald venne imprigionato fu il monastero di Rescobie, a Forfar, nella regione di Angus. Non sopravvisse molto alla sua condanna, poiché mori nel 1099, probabilmente a causa delle ferite da accecamento.
Le fonti differiscono sul luogo di sepoltura di Donald. All'inizio sarebbe stato sepolto nell'abbazia di Dunfermline o nella cattedrale di Dunkeld, ma successivamente i suoi resti sarebbero stati spostati sull'isola di Iona, luogo di sepoltura ancestrale dei re scozzesi.

## Discendenza
Mentre non si conosce nessun figlio maschio di Donald, egli ebbe almeno una figlia femmina, Bethóc (chiamata così in onore della nonna), che sposò prima Uchtred di Tyndale, e poi Radulf mac Donegal.
Dal primo matrimonio Bethóc ingen Domnall ebbe una figlia di nome Hextilda, che si sposò prima con Richard Comyn, giustiziere di Donald a Lothian (da cui discese la famiglia Comyn), poi con Malcolm mac Maddad. Le pretese di John Comyn, II signore di Badenoch alla corona di Scozia nella Grande causa di fine XIII secolo erano giustificate proprio dalla sua discendenza da Donald III attraverso Bethóc e la figlia Hextilda.
Ladhmann mac Domnall (morto nel 1116), "nipote del re di Scozia", potrebbe essere stato un figlio illegittimo proprio di Donald III (ma forse anche di Domnall mac Maél Coluim, figlio secondogenito di Malcolm III).

## Ascendenza
|                      |   |                      | Genitori             |  |  | Nonni |  |  | Bisnonni |  |  | Trisnonni |  |
|                      |   |                      |                      |  |  |       |  |  | …        |  |  | …         |  |
|                      |   |                      |                      |  |  |       |  |  | …        |  |  | …         |  |
|                      |   | …                    |                      |  |  |       |  |  | …        |  |  |           |  |
| Crinán di Dunkeld    |   |                      |                      |  |  |       |  |  | …        |  |  |           |  |
|                      |   | …                    | …                    |  |  |       |  |  |          |  |  |           |  |
|                      |   | …                    | …                    |  |  |       |  |  |          |  |  |           |  |
|                      |   | …                    | …                    |  |  |       |  |  |          |  |  |           |  |
| Duncan I di Scozia   |   | …                    |                      |  |  |       |  |  |          |  |  |           |  |
|                      |   | Malcolm II di Scozia | Kenneth II di Scozia |  |  |       |  |  |          |  |  |           |  |
|                      |   | Malcolm II di Scozia | Kenneth II di Scozia |  |  |       |  |  |          |  |  |           |  |
|                      |   | Malcolm II di Scozia | …                    |  |  |       |  |  |          |  |  |           |  |
| Bethóc di Scozia     |   | Malcolm II di Scozia |                      |  |  |       |  |  |          |  |  |           |  |
|                      |   | …                    | …                    |  |  |       |  |  |          |  |  |           |  |
|                      |   | …                    | …                    |  |  |       |  |  |          |  |  |           |  |
|                      |   | …                    | …                    |  |  |       |  |  |          |  |  |           |  |
| Donald III di Scozia |   | …                    |                      |  |  |       |  |  |          |  |  |           |  |
|                      | … | …                    |                      |  |  |       |  |  |          |  |  |           |  |
|                      | … | …                    |                      |  |  |       |  |  |          |  |  |           |  |
|                      | … | …                    |                      |  |  |       |  |  |          |  |  |           |  |
| …                    | … |                      |                      |  |  |       |  |  |          |  |  |           |  |
|                      |   | …                    | …                    |  |  |       |  |  |          |  |  |           |  |
|                      |   | …                    | …                    |  |  |       |  |  |          |  |  |           |  |
|                      |   | …                    | …                    |  |  |       |  |  |          |  |  |           |  |
| Suthen               |   | …                    |                      |  |  |       |  |  |          |  |  |           |  |
|                      |   | …                    | …                    |  |  |       |  |  |          |  |  |           |  |
|                      |   | …                    | …                    |  |  |       |  |  |          |  |  |           |  |
|                      |   | …                    | …                    |  |  |       |  |  |          |  |  |           |  |
| …                    |   | …                    |                      |  |  |       |  |  |          |  |  |           |  |
|                      |   | …                    | …                    |  |  |       |  |  |          |  |  |           |  |
|                      |   | …                    | …                    |  |  |       |  |  |          |  |  |           |  |
|                      |   | …                    | …                    |  |  |       |  |  |          |  |  |           |  |
|                      |   | …                    |                      |  |  |       |  |  |          |  |  |           |  |